# Brandon (Vermont)
Pour les articles homonymes, voir Brandon.
Brandon est une ville américaine située dans le comté de Rutland, dans l'État du Vermont.
Selon le recensement de 2010, Brandon compte 3 966 habitants. La municipalité s'étend sur 40,14 milles carrés (103,96 km2), dont 39,92 milles carrés (103,39 km2) de terres.
|                   | Leicester (Vermont) |  |
| Sudbury (Vermont) | Brandon             |  |
|                   | Pittsford (Vermont) |  |